# 披针叶毛柃
披针叶毛柃（学名：Eurya henryi）为山茶科柃木属下的一个种。

## 扩展阅读
- 維基物種上的相關：披针叶毛柃